# 거스러미

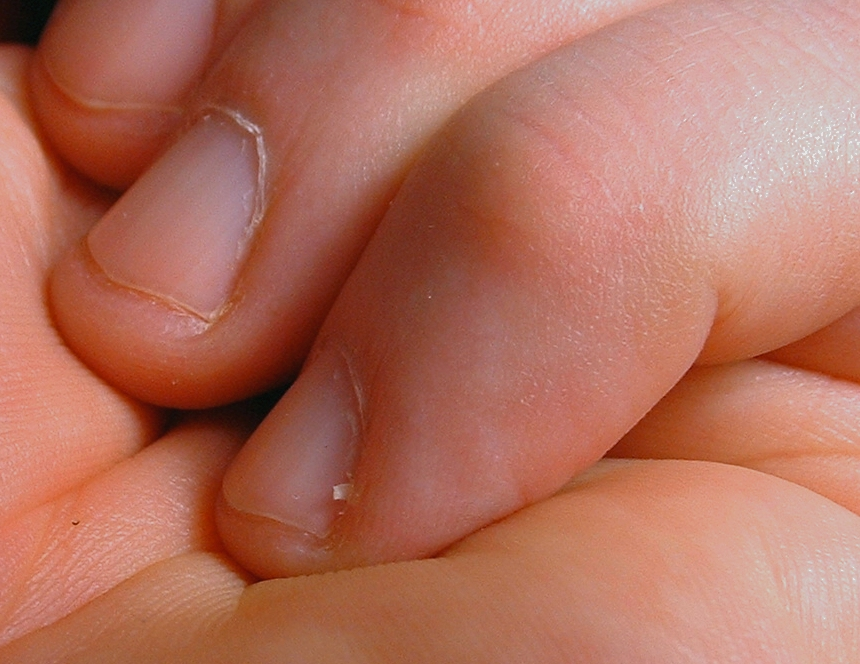
왼손 새끼손가락에 생긴 손거스러미.

거스러미(영어: hangnail, agnail, stepmother's blessing)란 사람 손톱, 발톱의 주변을 덮고 있는 살과 손톱, 발톱이 맞닿은 부분에 있는 살이 일어나거나 벗겨져 염증, 통증을 일으키는 것, 또는 그런 상태에 있는 살을 가리키는 말이다. 지역에 따라서 끄스름, 끼시름, 끄스럼 등으로 말하기도 한다.

## 증상
벗겨지기만 하고 통증은 없는 경우도 있고, 벌겋게 충혈되면서 심하게 벗겨지는 경우까지 증상은 다양하다. 많이 벗겨지면 피가 날 때도 있다.

## 제거 방법
거스러미 제거를 목적으로 하기 위해, 억지로 손톱을 이용하여 잡아당기거나 핀셋을 이용하여 강제로 벗길 경우에는 매우 심한 통증이 뒤따르게 되며, 손톱깎이로 깎아내거나, 바깥쪽으로 제거하는 것이 바람직하다.

## 같이 보기
- 손발톱
- 손
- 발